# Hypolophota agasta
Hypolophota agasta är en fjärilsart som beskrevs av Turner 1911. Hypolophota agasta ingår i släktet Hypolophota och familjen mott. Inga underarter finns listade i Catalogue of Life.